# Luborzyca

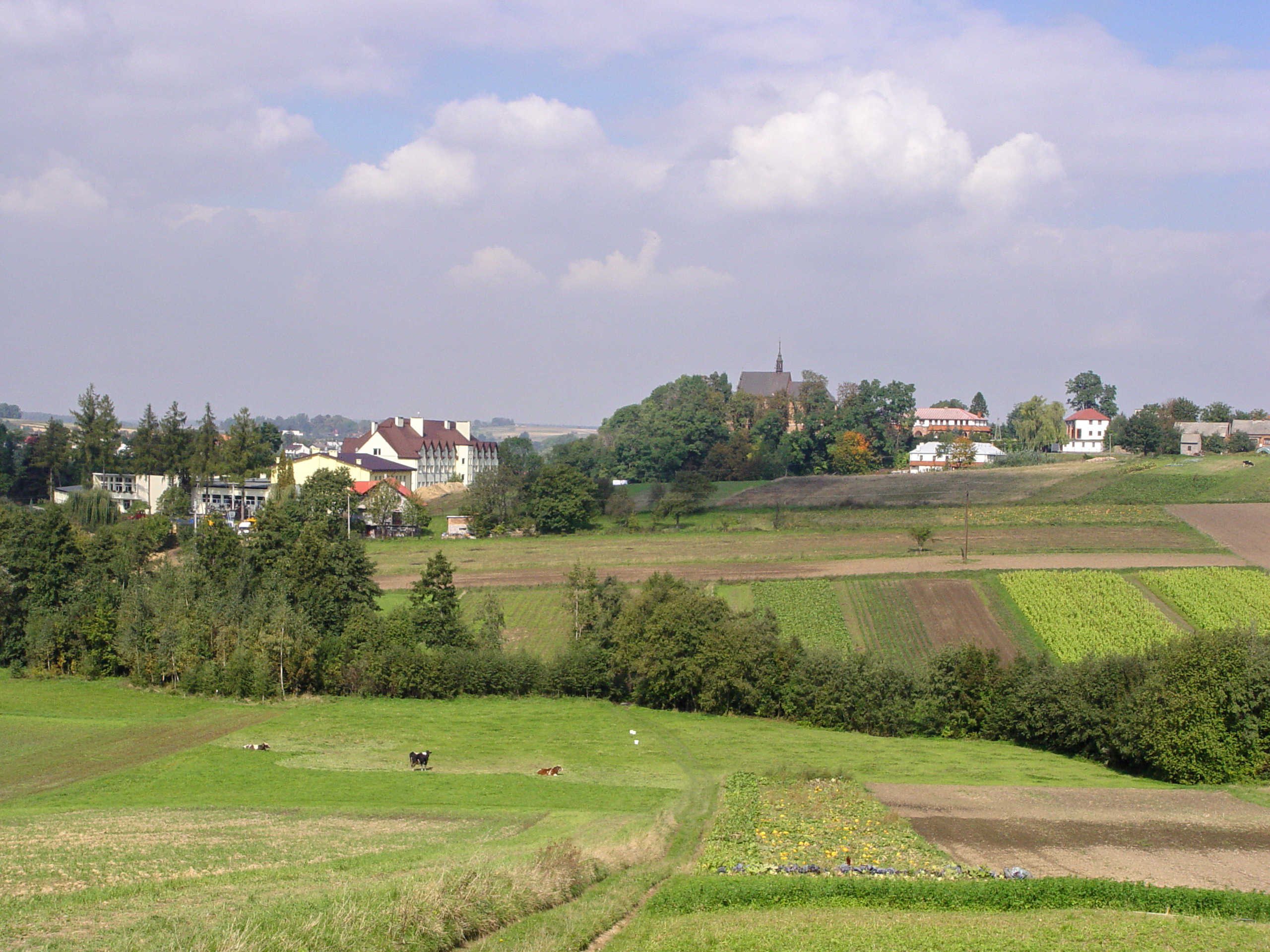
Ortsansicht

Luborzyca ist ein Dorf der Landgemeinde (gmina wiejska) Kocmyrzów-Luborzyca im Powiat Krakowski in der Woiwodschaft Kleinpolen in Polen. Der Ort ist auch Sitz der Landgemeinde.

## Geschichte
Eine Siedlung an dieser Stelle, auf dem Weg zwischen zwei Burgen der Wislanen: Wawel und Wiślica, gab es schon im frühen Mittelalter und sie entwickelte sich bis in das 14. Jahrhundert als ein großes und wichtiges Dorf im Besitz der Krakauer Bischöfe mit Handwerkern, einigen Wirtshäusern usw. Eines Dokument aus dem 15. Jahrhundert bestätigt, dass die Kirche im Dorf Luborzica vom Bischof Iwo Odrowąż (1218–29) gestiftet wurde. Der Priester in der Kirche in Luborichia war im Jahr 1253 Jan. Die Pfarrer im 14. Jahrhundert waren laut dem Quellen überdurchschnittlicher Bedeutung: z. B. in den Jahren 1325 bis 1327 Engelbert, Heinrichs Sohn, der dort aus der oberschlesischen Stadt Beuthen kam, oder um 1350 Jan, Anco bzw. Hanko aus Cosel, ein Scholaster in Krakau. Zu dieser Zeit lag bei Luborzyca ein ritterliches Dorf Rynerzowice (Erwähnungen 1346, 1348, 1354, 1356), das um 1350 von Rynerz (Rynerz IV) und Klemens, den Söhnen von Rynerz (Rynerius Rynerij) des Wappens Rawa an den Krakauer Bischof verkauft wurde. Danach wurde Luborzyca einmalig 1361 unter dem gemischten Namen Ryborznic erwähnt.
Der Ortsname Luborzyca ist von einem Personennamen abgeleitet, der mit Lubo– beginnt, aber wortbildendweise unklarer Etymologie ist, während das benachbarte Dorf Rynerzowice einen patronymischen Namen abgeleiteten vom Personennamen Rynerz (≤ deutsch Reiner) mit dem westslawischen Suffix –(ow)ice hatte.
Der Ort gehörte zum Königreich Polen (ab 1569 in der Adelsrepublik Polen-Litauen), Woiwodschaft Krakau, Kreis Proszowice. Bei der dritten Teilung Polens wurde Luborzyca 1795 Teil des habsburgischen Kaiserreichs. In den Jahren 1807–1815 gehörte das Dorf zum Herzogtum Warschau, 1815 bis 1918 wurde es Teil des Kongresspolens.
1827 gab es 292 Einwohner und 66 Häuser.
1918, nach dem Ende des Ersten Weltkriegs wurde es Teil Polens. Unterbrochen wurde dies nur durch die Besetzung Polens durch die Wehrmacht im Zweiten Weltkrieg. Es gehörte dann zum Generalgouvernement.
Zwischen 1975 und 1998 war das Dorf Teil der Woiwodschaft Krakau.

## Persönlichkeiten
- Zofia Atteslander (1874–1924), polnische Malerin, von 1889 bis 1928 u. a. in Berlin, Paris und Wiesbaden tätig